# Ớt cay nhất

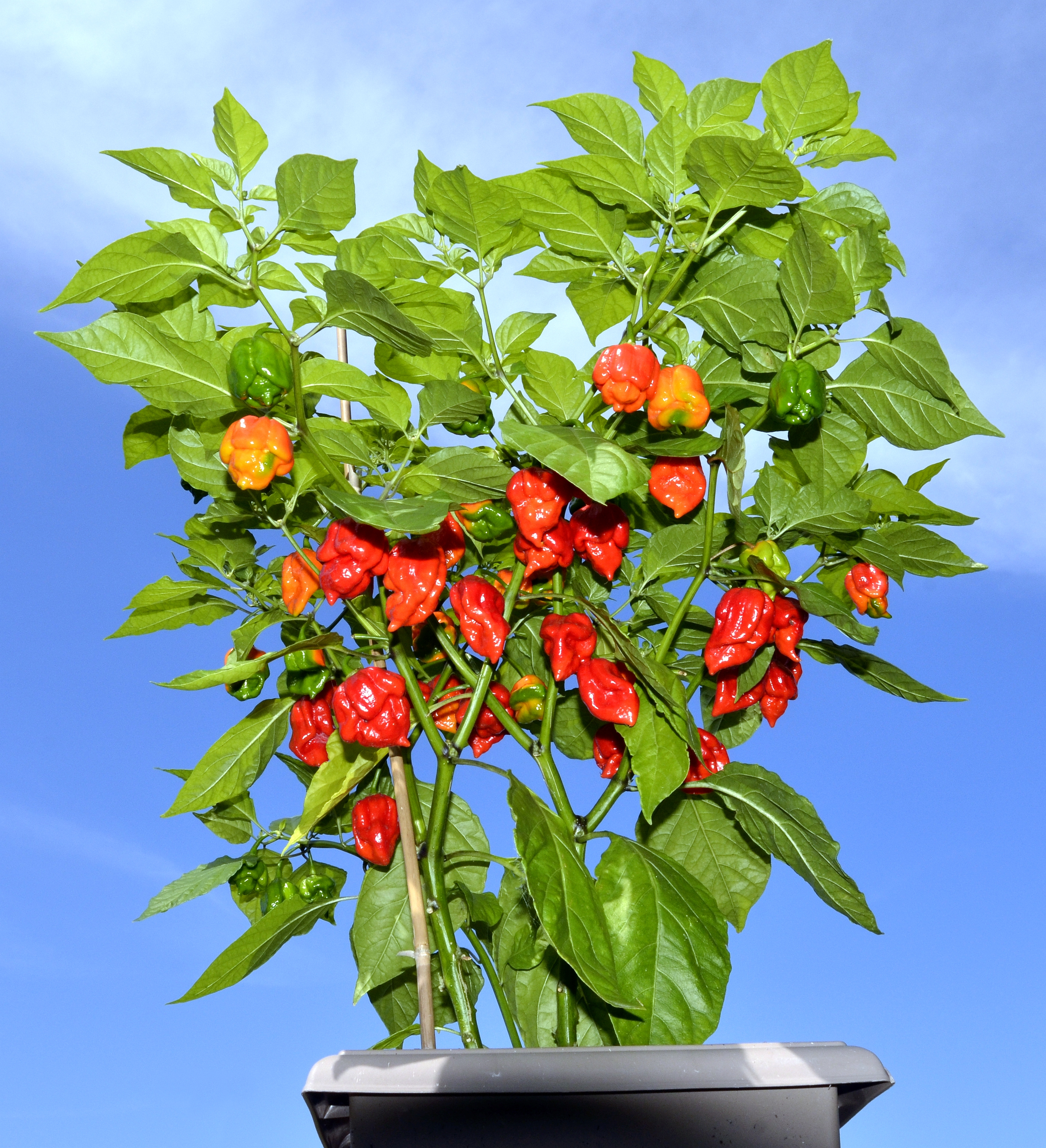
Carolina Reaper trưởng thành, kể từ tháng 8 năm 2019 được Guinness liệt kê là loại ớt cay nhất.

Từ những năm 1990, giữa những người trồng ớt ở Mỹ, Anh và Úc đã bắt đầu cạnh tranh trong việc trồng loại ớt cay nhất. Các loài và giống ớt đăng ký trên 1.000.000 đơn vị cay Scoville (SHU) được gọi là "siêu cay".

## Lịch sử
Trước năm 1990, chỉ có hai loại ớt được đo trên 350.000 SHU là Scotch bonnet và Habanero. Một người nông dân ở tiểu bang California tên là Frank Garcia đã sử dụng một chồi non Habanero để phát triển một giống cây trồng mới, ớt Red Savina, với độ cay được đo là 570.000 vào năm 1994. Vào thời điểm đó, điều này được coi là đại diện cho giới hạn trên của ớt cay.
Năm 2001, Paul Bosland, một nhà nghiên cứu tại Viện Ớt Chile tại Đại học Bang New Mexico đã đến thăm Ấn Độ để thu thập các mẫu ớt ma, còn được gọi là ớt Bhut Jolokia hoặc Đức vua Naga, các giống ớt truyền thống này được trồng gần Assam, Ấn Độ, và hiện đang được quân đội Ấn Độ nghiên cứu vũ khí hóa. Khi Bosland trồng và thử nghiệm ớt, ông phát hiện ra độ cay của nó đo được hơn 1 triệu SHU. Theo Bosland, điều này mở màn cho các cuộc tranh đua sau đó. Năm 2006, Dorset Naga được cho là cay nhất. Vào năm 2012, Viện Ớt tuyên bố Ớt bọ cạp Trinidad Moruga là cay nhất, cho biết nó đã được đo ở mức 2 triệu SHU, lần đầu tiên độ cay đạt mốc 2 triệu.
Nhiều giống ớt được phát triển trong nỗ lực tạo ra ớt ngày càng cay hơn, là giống ớt lai tạo truyền thống được trồng ở Ấn Độ và Trinidad.

### Kỷ lục Guinness
- Năm 1994, Red Savina được Kỷ lục Guinness thế giới tuyên bố là ớt cay nhất.[1]
- Năm 2007, Guinness đã chứng nhận ớt ma là cay nhất thế giới.[2]
- Năm 2011, đầu tiên là Infinity, sau đó là Naga Viper, và sau đó là Trinidad Scorpion Butch T lần lượt được Guinness công nhận là ớt cay nhất.[2][6]
- Năm 2013, Guinness đã công nhận Carolina Reaper là kỷ lục gia mới[7] và hiện tại là ớt cay nhất, mặc dù có một số tranh chấp về phương pháp luận và hiệu lực hiện tại, hãy xem bên dưới để biết chi tiết.[2]

## Siêu cay
Các loại ớt mới đã được gọi là "siêu cay". Siêu cay là loại ớt được xếp vào loại trên 1 triệu SHU.
Trong năm 2015, thông qua kính hiển vi huỳnh quang, Bosland và nhóm nghiên cứu của ông đã phát hiện ra rằng trong khi hầu hết capsaicin của ớt lưu trữ chủ yếu trong phần lõi của quả thì capsaicin của các giống ớt siêu cay có xu hướng lưu trữ tập trung nhiều trong phần thịt quả. Trong khi đối với hầu hết các loại ớt việc loại bỏ phần cuống và hạt giúp loại bỏ phần lớn độ cay, nhưng đối với ớt siêu cay thì điều này không đúng. Chúng không chỉ có nhiều capsaicin hơn các loại ớt khác mà còn lưu trữ capsaicin theo các cách khác nhau. Trong báo cáo của mình, Bosland và cộng sự gọi đó là "khám phá mới lạ cho thấy những quả ớt 'siêu cay' này đã phát triển các túi phụ trên lớp vỏ ngoài của mô ngoài các túi bên trên mô nhau thai, do đó dẫn đến đơn vị nhiệt Scoville cực kỳ cao đối với những giống cây này."
Giới hạn trên lý thuyết của độ siêu cay là 16 triệu SHU, là mức độ capsaicin nguyên chất, nhưng siêu cay không có khả năng đến mức này, vì trong bất kỳ loại trái cây nào, capsaicin sẽ bị pha loãng bởi các mô thực vật khác. Vào năm 2016, Bosland đưa ra giả thuyết về một giống ớt 3 hoặc 4 triệu SHU. Nên dùng găng tay và sử dụng thiết bị bảo vệ mắt để bảo vệ vì tiếp xúc với chúng dù chỉ một hạt nhỏ cũng có thể gây kích ứng da do bỏng ớt.

## Cạnh tranh và chứng nhận
Những nhà trồng ớt cạnh tranh với nhau một cách "tàn nhẫn" để tạo ra loại ớt cay nhất thế giới. Theo Marc Fennell, tác giả của podcast It Burns, cuộc cạnh tranh "là một cuộc chiến gây tranh cãi dữ dội - có những vụ bê bối, cáo buộc gian lận, đe dọa tính mạng." Theo Maxim, cuộc đua đã "châm ngòi cho những cuộc tranh luận nảy lửa" giữa những "chilehead" (người hâm mộ ớt) và đặt ra "những câu hỏi sâu sắc về khoa học, đạo đức và danh dự." Trong sự cạnh tranh chủ yếu diễn ra giữa những người trồng trọt ở Anh, Úc và Hoa Kỳ, thì sự cạnh tranh ở Hoa Kỳ được ghi nhận là "tiêu cực và đánh nhau."
"Thành tích đỉnh cao" là được ghi nhận vào Kỷ lục Guinness thế giới. Guinness đã bị Jim Duffy, người sáng tạo ớt bọ cạp Trinidad Moruga chỉ trích vì "trao danh hiệu cho những giống cây chưa được xác thực đầy đủ", và Kỷ lục đã không trao danh hiệu cho loại ớt cay nhất mới kể từ khi công nhận Carolina Reaper vào năm 2013, bất chấp sự tham gia của ít nhất hai ứng cử viên mới. Duffy lập luận vào năm 2011, khi Guinness trao cho Naga Viper danh hiệu ớt cay nhất thế giới, rằng giống ớt lai giữa ba loại ớt (Naga Morich, Trinidad Scorpion và ớt ma) không thể được phát triển trong cùng khung thời gian, vì lai ba chiều sẽ cần 10 năm hoặc lâu hơn để tạo ra giống mới. Vào năm 2011, chuyên gia trong ngành ớt Dave DeWitt đã kêu gọi "một cơ quan chứng nhận độc lập thay thế Kỷ lục Guinness và yêu cầu ít nhất hai bài kiểm tra riêng biệt cho mỗi lần nộp đơn đăng ký kỷ lục".
Theo The Atlantic, có nhiều suy đoán trong giới "chilehead" rằng Guinness không muốn tiếp tục tuyên bố nhà vô địch mới vì quá nhiều thay đổi quá nhanh làm giảm giá trị của giải thưởng.

## Ảnh hưởng
Theo Bosland, các kỷ lục "chủ yếu được quan tâm bởi những nhà kinh doanh cung cấp tương ớt". Tính đến năm 2013, sản xuất và bán tương ớt là một trong những ngành phát triển nhanh nhất ở Hoa Kỳ, trị giá ước tính 1 tỷ đô la Mỹ, và các nhà sản xuất "bán nhiều tương ớt hơn với nhãn ớt cay nổi tiếng thế giới". Khả năng xác nhận kỷ lục có thể "tạo ra hoặc phá vỡ một sản phẩm mới". Nhà phát triển của giống ớt Naga Viper đã đạt kỷ lục trong một thời gian ngắn vào năm 2011, kiếm được 40.000 đô la Mỹ trong một tháng từ việc bán hạt giống và tương ớt. Nhà phát triển giống ớt bọ cạp Trinidad Moruga, đã đạt kỷ lục vào năm 2012 khi kiếm được 10.000 đô la Mỹ trong hai ngày bán hạt giống.
Bán hạt giống là một nguồn doanh thu quan trọng cho các nhà phát triển. Kể từ năm 2013, hạt giống ớt siêu cay không có sẵn từ các nhà cung cấp hạt giống thương mại, vì vậy những người muốn trồng ớt chỉ có thể mua chúng từ các nhà phát triển hoặc các nhà cung cấp đặc biệt. Theo Dave DeWitt, vào năm 2013 "một quả ớt Bọ cạp điển hình ở chợ nông sản [sẽ] bán được một đô la", có nghĩa là "sau cần sa, chúng có tiềm năng trở thành loại cây cho năng suất cao thứ hai hoặc thứ ba tính trên mỗi mẫu Anh". Một chai tương ớt được tuyên bố có 16 triệu SHU được bán với giá 595 đô la Mỹ. Các "Chilihead" tạo ra video YouTube cho thấy họ đang ăn những quả ớt siêu cay như một phương tiện giải trí hoặc tiếp thị sức cay của một loại ớt cụ thể.
Ở Nagaland, Ấn Độ, lễ hội Hornbill hàng năm bao gồm một cuộc thi ăn ớt ma.

## Danh sách ớt cay nhất
Từ năm 2007 đến 2012, Guinness đã "đưa ra 25 tuyên bố khác nhau của ớt cay nhất thế giới". Tính đến năm 2019, Guinness đã liệt kê Carolina Reaper là loại ớt cay nhất.
Danh sách này không đầy đủ, bạn cũng có thể giúp mở rộng danh sách.
| Giống                     | Ảnh | Loài Capsicum               | Nhà phát triển             | Quốc gia            | đơn vị đo Scoville           | Guinness |
| ------------------------- | --- | --------------------------- | -------------------------- | ------------------- | ---------------------------- | -------- |
| Carolina Reaper           |     | C. chinense                 | Ed Currie                  | Mỹ                  | 1.641.183                    | 2017     |
| Chocolate 7-pot           |     | C. chinense                 | landrace                   | Trinidad            | 1.800.000                    |          |
| Armageddon                |     | C. chinense × C. frutescens | landrace                   | Anh                 | 1.300.000                    |          |
| Dorset Naga               |     | C. chinense                 | Joy and Michael Michaud    | Anh                 | 1.201.000                    |          |
| Dragon's Breath           |     | C. chinense                 | Neal Price                 | Anh                 | 2.400.000 (không chính thức) |          |
| Ớt ma                     |     | C. chinense × C. frutescens | landrace                   | Ấn Độ               | 1.001.000                    | 2007     |
| Infinity                  |     | C. chinense                 | Nick Woods                 | Anh                 | 1.176.182                    | 2011     |
| Komodo Dragon             |     | C. chinense                 | landrace                   | Anh                 | 1.400.000                    |          |
| Naga Morich               |     | C. chinense                 | landrace                   | Ấn Độ và Bangladesh | 1.000.000                    |          |
| Naga Viper                |     | C. chinense × C. frutescens | Gerald Fowler              | Anh                 | 1.382.000                    | 2011     |
| Pepper X                  |     | C. chinense                 | Ed Currie                  | Mỹ                  | 3.180.000 (không chính thức) |          |
| Red Savina                |     | C. chinense                 | Frank Garcia               | Mỹ                  | 570,000                      | 1994     |
| Bọ cạp Trinidad Moruga    |     | C. chinense                 | landrace                   | Trinidad            | 1.200.000                    | 2012     |
| Trinidad Scorpion Butch T |     | C. chinense                 | Butch Taylor Marcel de Wit | Mỹ Australia        | 1.463.700                    | 2011     |